# Neurostimulateur

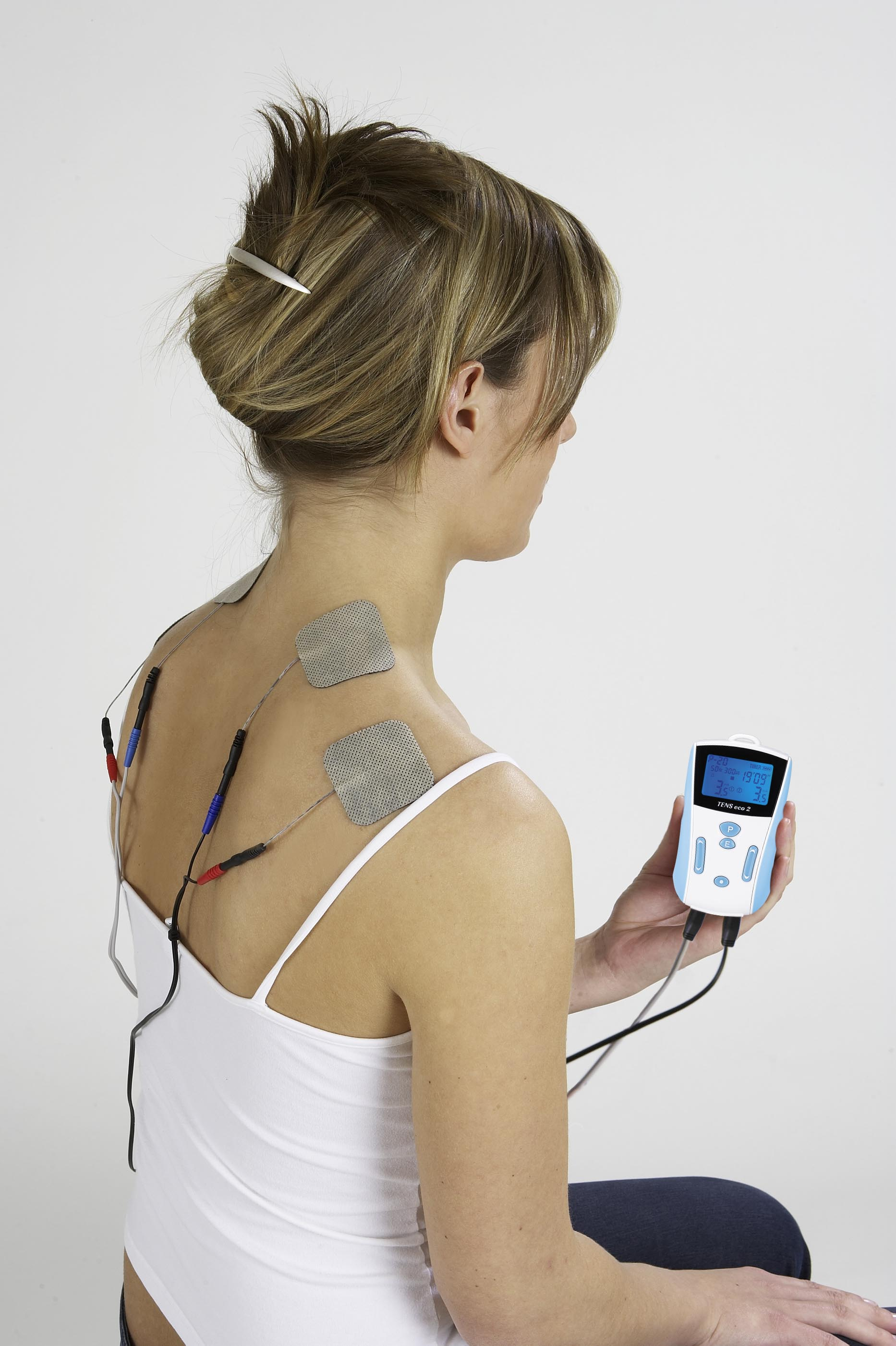
Système de neurostimulation externe transcutanée (TENS).

Un neurostimulateur est un dispositif médical utilisé pour traiter la douleur chronique d'origine neurologique. Une neurostimulation, pulsion électrique générée par la machine, provoque une paresthésie (« fourmillement ») qui altère la perception de la douleur chez le patient. Un chirurgien l'implante au cours d'une intervention chirurgicale percutanée, ou par une laminectomie dans l'espace médullaire de la colonne vertébrale en cas de stimulation dite médullaire, ou près du nerf à stimuler. Un générateur de pulsions électriques est ensuite implanté dans l'abdomen ou dans le haut d'une fesse, et un fil connecte le boîtier avec ledit générateur.

## Histoire
Depuis la première implantation d'un neurostimulateur plusieurs études ont démontré l'efficacité du neurostimulateur en allégeant la souffrance de patients, qu'ils soient atteints d'algoneurodystrophie, du syndrome post-laminectomie (en), ou de neuropathie périphérique.

## Neurostimulation
La neurostimulation est une technique qui consiste à produire des excitations (potentiels d’action) sur les cellules nerveuses au moyen d’impulsions électriques. Cette technique est utilisée pour traiter des douleurs lorsque les excitations portent sur des fibres afférentes ou pour obtenir des réponses musculaires lorsque les excitations sont appliquées sur des motoneurones. 
On parle également de neuromodulation lorsque la neurostimulation est appliquée au niveau médullaire. La neurostimulation est appliquée au moyen de neurostimulateurs implantables (neurostimulation percutanée p-NS) de type pacemakers ou au moyen de dispositifs externes (neurostimulation transcutanée t-NS), avec des appareils de type TENS qui stimulent via des électrodes (auto-collantes) par voie transcutanée, aussi bien au niveau du corps qu'au niveau crânien (appareils de type Cefaly).
La neurostimulation transcutanée (TENS) fonctionne avec un courant électrique de faible tension transmis aux nerfs par des électrodes placées sur la peau. Son intensité et la fréquence des pulsations peuvent varier. Plusieurs paramètres de stimulation existent, variables en fonction de la fréquence des impulsions (de 1 Hz à 100 Hz), de l’intensité du courant électrique (0–50 mA) ou de la largeur de l’impulsion (50 à 500 μs). 
Les modes de stimulation les plus courants sont : 
- le mode TENS conventionnelle (C-TENS), également appelé « à effet gate control », associe une stimulation continue avec une fréquence de 80  à   100 Hz, des largeurs d’impulsion de 50 à 200 μs  et des basses intensités. Ce mode permet de réaliser des paresthésies non douloureuses dans le territoire concerné. L’effet analgésique ne persiste pas après la stimulation ;
- le mode de stimulation discontinue « burst », également dit « acupuncture like » (AL-TENS) ou « endorphinique », associe des très basses fréquences (1  à   4 Hz), des largeurs d’impulsion comprises entre 100 et 400 μS et des hautes intensités. Ce mode provoque de faibles secousses musculaires. Il procure une analgésie rapide qui augmente durant la stimulation et persiste après l’arrêt de celle-ci.

En Indonésie et en Malaisie, des malades pratiquent une forme de neurostimulation électrique, au péril de leur vie, en s'allongeant en travers des voies ferrées afin de capter les très faibles courants électriques qui circulent dans les rails. Souffrant de diabète ou d’arthrose, ils sont convaincus que ces courants sont susceptibles de calmer leurs douleurs, voire de guérir leur maladie.

## Chirurgie
Les complications le plus souvent liées à ce genre d'intervention peuvent inclure la migration du fil connecteur dans l'organisme, l'infection, l'hématome extra-dural, la paralysie, le perçage de la dura mater, et dans de rares cas, la mort. La possibilité de migration du fil diminue avec une laminectomie. 
Une phase de test est généralement conduite avant d'implanter le dispositif permanent. Un fil temporaire extra-dural est utilisé, connecté à un générateur externe. Ce test dure de 1  à   3 semaines en général. Si le patient voit une réduction de la douleur d'au moins 50 %, il est candidat pour le dispositif permanent.

## Précautions
Les patients avec des neurostimulateurs ne peuvent pas être examinés avec l'imagerie par résonance magnétique (IRM) à cause de l'échauffement excessif des électrodes implantées, qui peuvent ainsi endommager la colonne vertébrale. En cas de nécessité absolue, l'examen est toujours possible après avoir  coupé les électrodes avec la télécommande. D'autres moyens d'examen, non intrusifs, peuvent être utilisés à sa place, comme l'ultrason, la tomodensitométrie (CT-scan) ou les rayons X.
Ils doivent également éviter de s'exposer aux interférences électromagnétiques fortes, comme les transformateurs électriques, ainsi que le travail dangereux électrique, comme le soudage à l'arc.

## Dispositifs utilisés
- Le Conventional Implantable Pulse Generator (cIPG) consiste en une pile et des contrôles électriques. Quand la pile est usée, elle est remplacée lors d'une autre intervention chirurgicale.
- Le Rechargeable Implantable Pulse Generator (rIPG) consiste en une pile rechargeable et des contrôles électriques. La pile est rechargée au moyen d'un dispositif externe porté par le patient quelques heures au moins toutes les deux à trois semaines.
- Le dispositif à onde radio consiste en un récepteur implanté et un transmetteur porté comme un téléphone portable, qui envoie des ondes radio au récepteur qui, à son tour, stimule les neurones. Ce dispositif est généralement utilisé chez les patients nécessitant moins de stimulation.

On fournit au patient une télécommande pour allumer et éteindre l'appareil quand il le souhaite. Selon le type de dispositif et l'avis du médecin, la télécommande peut aussi changer le niveau de stimulation désiré. Le médecin dispose d'une machine qui peut modifier la configuration de la télécommande.

### Tension
Les neurostimulateurs implantables existent en versions à courant constant, à tension variable (Advanced Bionics ou St. Jude Medical), et en version à courant variable, tension constante (Medtronic). Les producteurs des appareils ne s'accordent pas sur l'efficacité relative de leurs configurations respectives.
Les neurostimulateurs transcutanés (de type TENS) sont aussi à courant constant, et à intensité variable, intégrant plusieurs programmes, fonctionnant sur piles (Cefar (es)) ou sur accumulateurs rechargeables (Schwa-Medico).

## Autres usages
Les neurostimulateurs internes ou externes sont utilisés pour traiter des patients atteints de migraines fortes et chroniques. En dispositif interne, les électrodes sont implantées sous la peau dans la région suboccipitale bilatérale. En neurostimulation externe de type TENS, une électrode est positionnée sur le front pour agir sur la branche supérieure du nerf trijumeau.

## Autre
Parmi les patients célèbres implantés avec des neurostimulateurs on trouve Jerry Lewis (qui est porte-parole de Medtronic), et Michael Roman, amputé d'une jambe à la suite d'une infection et souffrant de douleurs chroniques, et qui a relance sa carrière de pilote de racecar après l'implantation.